# Vașcău
Vașcăuⓘ – miasto w Rumunii, w okręgu Bihor. Według danych na rok 2002 liczy 3032 mieszkańców.